# Baker Street (Essex)
Baker Street – przysiółek w Anglii, w hrabstwie ceremonialnym Essex, w dystrykcie (unitary authority) Thurrock. Leży 28 km na południe od miasta Chelmsford i 33 km na wschód od Londynu. W 2019 miejscowość liczyła 598 mieszkańców.